# 奈良町 (横浜市)
奈良町（ならちょう）は、神奈川県横浜市青葉区の町名。東京都町田市および川崎市麻生区岡上に隣接している。「丁目」の設定のない単独町名である。住居表示は未実施。

## 地理
現在のすみよし台の一部、緑山、奈良一丁目～五丁目および奈良町は、かつての都筑郡奈良村である。
こどもの国などがあり、市街化調整区域もあるため市内では有数の緑多い地域。シラサギやチョウゲンボウ、野生のホタルも観察できるが、近年では宅地開発が進行している一方で、町の中心である奈良北団地を中心に少子高齢化も進行している。

### 地価
住宅地の地価は、2025年（令和7年）1月1日の公示地価によれば、奈良町字竈谷2415番36の地点で19万1000円/m²となっている。

## 沿革
- 1889年（明治22年）4月1日 - 町村制の施行により奈良村・恩田村・長津田村が合併し、都筑郡田奈村大字奈良となる。
  - 「田奈」は、恩田・長津田の田と奈良の奈の合成地名。
- 1939年（昭和14年）4月1日 - 田奈村が横浜市に編入。田奈村大字奈良（旧奈良村）は、横浜市港北区奈良町となる[6]。
  - 田奈村の他の地域はそれぞれ恩田町・長津田町となる[6]。奈良町に旧日本軍田奈弾薬庫（東京陸軍兵器補給廠田奈部隊同装薬所）が設置されたのもこの頃である。
- 1961年（昭和36年） - 米軍に接収されていた田奈弾薬庫が返還される。
- 1965年（昭和40年） - 田奈弾薬庫跡地に「こどもの国」が開園する。
- 1969年（昭和44年）4月1日 - 港北区の分区により、横浜市緑区奈良町となる[7]。
- 1976年（昭和51年）7月16日 - 土地区画整理事業（奈良恩田）[8]に伴い、一部を新設されたすみよし台に編入する（字南、宮ノ谷の一部）。
  - すみよし台は恩田町の一部・鴨志田町の一部・奈良町の一部より新設。
- 1978年（昭和53年）2月1日 - 町界町名地番整理事業により、一部が緑山として分離（字大幡、大幡谷および細谷の一部）[9]。
  - 「緑山スタジオ・シティ」の完成は 1981年（昭和56年）。
- 1994年（平成6年）4月1日 - 緑区と港北区の再編により、横浜市青葉区奈良町となる[10]。
- 1996年（平成8年）9月30日 - 土地区画整理事業（奈良）[8]に伴い、一部（字熊ノ谷、長谷、市久保、請地、地蔵堂、島、駒狩）から奈良一丁目～五丁目を新設する[11]。
- 2000年（平成12年） - 「奈良地区センター」（公民館）が設置される。

## 世帯数と人口
2025年（令和7年）6月30日現在（横浜市発表）の世帯数と人口は以下の通りである。
| 町丁   | 世帯数    | 人口    |
| ------ | --------- | ------- |
| 奈良町 | 4,373世帯 | 8,506人 |

### 人口の変遷
国勢調査による人口の推移。
| 年                 | 人口   |
| ------------------ | ------ |
| 1995年（平成7年）  | 11,535 |
| 2000年（平成12年） | 9,401  |
| 2005年（平成17年） | 9,346  |
| 2010年（平成22年） | 9,037  |
| 2015年（平成27年） | 9,149  |
| 2020年（令和2年）  | 9,041  |

### 世帯数の変遷
国勢調査による世帯数の推移。
| 年                 | 世帯数 |
| ------------------ | ------ |
| 1995年（平成7年）  | 4,239  |
| 2000年（平成12年） | 3,691  |
| 2005年（平成17年） | 3,869  |
| 2010年（平成22年） | 3,747  |
| 2015年（平成27年） | 3,887  |
| 2020年（令和2年）  | 4,064  |

## 学区
市立小・中学校に通う場合、学区は以下の通りとなる（2024年11月時点）。
| 番地                                                                               | 小学校                 | 中学校             |
| ---------------------------------------------------------------------------------- | ---------------------- | ------------------ |
| 312〜357番地、435〜437番地 733〜754番地、760〜792番地 809〜837番地、1077〜1094番地 | 横浜市立奈良の丘小学校 | 横浜市立奈良中学校 |
| 700番地、755〜759番地 838〜902番地、966〜1071番地 1174番地、1539番地以降           | 横浜市立奈良小学校     | 横浜市立奈良中学校 |

## 事業所
2021年（令和3年）現在の経済センサス調査による事業所数と従業員数は以下の通りである。
| 町丁   | 事業所数  | 従業員数 |
| ------ | --------- | -------- |
| 奈良町 | 161事業所 | 1,652人  |

### 事業者数の変遷
経済センサスによる事業所数の推移。
| 年                 | 事業者数 |
| ------------------ | -------- |
| 2016年（平成28年） | 135      |
| 2021年（令和3年）  | 161      |

### 従業員数の変遷
経済センサスによる従業員数の推移。
| 年                 | 従業員数 |
| ------------------ | -------- |
| 2016年（平成28年） | 1,374    |
| 2021年（令和3年）  | 1,652    |

## 交通

### 鉄道
- 横浜高速鉄道こどもの国線（長津田駅～こどもの国駅）

他に、町域外だがバスあるいは徒歩で小田急小田原線やJR横浜線、東急田園都市線の駅を利用可能。
奈良北団地やその周辺からは、峠越えのような道のりではあるが小田急線玉川学園前駅が近い(徒歩15分程度)。
また、町田市の玉川学園コミュニティバス東ルート（玉川学園前駅南口〜鶯谷南〜玉川学園前駅南口） が「ワコーレ玉川学園」や「モアクレスト玉川学園」裏手の都県境沿いを走行しており、付近の住宅からはこちらも利用できる。

### バス
- 横浜市営バス
  - 177系統（奈良北団地折返場～田奈駅～十日市場駅）
- 東急バス
  - 緑山61系統（日体大→奈良町→緑山→ことり橋→奈良町→日体大）
  - 緑山62系統（日体大→こどもの国駅→緑山→ことり橋→こどもの国駅→日体大）
  - 青118系統（奈良北団地折返場～青葉台駅）
  - 市43系統（奈良北団地折返場～市が尾駅）
- 小田急バス
  - 鶴06系統（鶴川駅～三菱ケミカル前）[22]
  - 鶴07系統（奈良北団地～こどもの国～鶴川駅）[22]
  - 鶴09系統（奈良北団地～ことり橋～鶴川駅）
  - 柿21系統（柿生駅南口～こどもの国）
- 神奈川中央交通
  - 成03系統（成瀬駅～奈良二丁目～こどもの国駅）
  - 成04系統（成瀬駅～成瀬台～こどもの国駅）

市営バス43系統は2006年3月16日より、市営バス118系統は2007年3月16日より運行事業者がともに東急バスへ変更された。
なお、それ以前にも青葉台駅などから東急バスが運行されていたが、奈良町行きと緑山循環線のみで奈良北団地方面には乗り入れていなかった。

### 道路
- 東京都道・神奈川県道139号真光寺長津田線(こどもの国通り)

## 施設
- 奈良地区センター
- 住吉神社 - 社そう林（神社内の森）は平成9年市天然記念物指定。すみよし台ではなく奈良町に所在。
- 奈良北団地
- 横浜奈良郵便局 - 奈良北団地内
- こどもの国線こどもの国駅
- 横浜市立奈良小学校
- 奈良幼稚園（私立）
- 横浜市奈良保育園
- 玉川学園（玉川学園中学部・高等部・玉川大学） - 敷地の一部のみかかり、中学部・高等部の校舎は奈良町に位置する。

## 観光
- こどもの国
遊園地（児童厚生施設）。ゴールデンウィークや行楽シーズンには多くの家族連れが訪れる。

## その他

### 日本郵便
- 郵便番号 : 227-0036[3]（集配局：青葉郵便局[23]）

### 警察
町内の警察の管轄区域は以下の通りである。
| 番・番地等 | 警察署     | 交番・駐在所       |
| ---------- | ---------- | ------------------ |
| 全域       | 青葉警察署 | こどもの国駅前交番 |

奈良北団地建設後の1975年から奈良小学校下に奈良町交番があったが、こどもの国駅周辺地区の開発の進展と駅利用者の増加を受け、2014年3月14日にこどもの国駅前に「こどもの国駅前交番」として移転した。